# HD 168443 b
HD 168443 b는 지구로부터 뱀자리 방향으로 약 123.5 광년 떨어져 있는 외계 행성이다. 이 행성의 최소 질량은 목성의 7.2배 수준으로 질량이 아무리 작다고 가정하더라도 슈퍼목성으로 분류할 수 있다. 이 행성은 시선속도가 변화하는 것으로부터 간접적으로 그 존재가 밝혀졌다. 시선 속도를 이용한 탐지법의 가장 큰 문제점은 해당 행성의 정확한 질량을 알 수 없다는 것이다. 만약 이 행성의 공전 궤도면이 우리의 시선 방향과 차이가 날 경우 실제 질량은 더 커질 수 있다. 따라서 HD 168443 b은 행성이 아니라 갈색 왜성급의 무거운 천체일 가능성도 있다. b는 항성으로부터 태양과 수성 거리보다 약간 가까운 정도로 떨어져 돌고 있으며, 58일에 항성을 1회 돈다.

## 참고 문헌
- Marcy;  외. (1998). “Two New Planets in Eccentric Orbits”. 《The Astrophysical Journal》 520 (1): 239–247. doi:10.1086/307451. 2020년 6월 9일에 원본 문서에서 보존된 문서. 2009년 6월 15일에 확인함.